# Anders Oechsler
Anders Oechsler (* 10. Juli 1979 in Ringsted, Dänemark) ist ein ehemaliger dänischer Handballspieler. Er spielte zuletzt beim dänischen Verein Team Tvis Holstebro und in der dänischen Handballnationalmannschaft.
Ab 2006 lief Oechsler für den deutschen Verein TV Großwallstadt auf. Im März 2009 bat er die Verantwortlichen beim TV Großwallstadt um die vorzeitige Auflösungs seines bis 2010 laufenden Vertrages. Ab der Saison 2009/10 spielte Oechsler wieder in Dänemark bei KIF Kolding. Im Sommer 2012 wechselte er zum Bundesligaaufsteiger GWD Minden. Ab Sommer 2014 lief er für den dänischen Erstligisten Team Tvis Holstebro auf. Nach der Saison 2015/16 beendete er seine Karriere. Ab dem Juli 2018 ist er im administrativen Bereich von KIF Kolding tätig.
Der gelernte Versicherungskaufmann hat eine Körperlänge von 2,01 m und wiegt 103 kg. Seine Spielposition war Rückraum links und Rückraum Mitte. Er ist verheiratet und trägt den Spitznamen „Gigi“.

## Erfolge
- zweifacher Dänischer Meister 2004 und 2005
- 3. Platz bei der WM 2007